# Employment
Employment é o álbum de estreia da banda britânica de rock Kaiser Chiefs, lançado em 7 de março de 2005 pela B-Unique. Tornou-se o quarto álbum mais vendido no Reino Unido daquele ano e ao todo vendeu dois milhões de cópias no país.

## Faixas
Todas as faixas escritas e compostas por Ricky Wilson, Andrew White, Simon Rix, Nick Baines e Nick Hodgson. 
| N.º | Título                              | Duração |  |
| 1.  | "Everyday I Love You Less and Less" | 3:37    |  |
| 2.  | "I Predict a Riot"                  | 3:53    |  |
| 3.  | "Modern Way"                        | 4:03    |  |
| 4.  | "Na Na Na Na Naa"                   | 3:01    |  |
| 5.  | "You Can Have It All"               | 4:35    |  |
| 6.  | "Oh My God"                         | 3:35    |  |
| 7.  | "Born to Be a Dancer"               | 3:30    |  |
| 8.  | "Saturday Night"                    | 3:27    |  |
| 9.  | "What Did I Ever Give You?"         | 4:09    |  |
| 10. | "Time Honoured Tradition"           | 2:45    |  |
| 11. | "Caroline, Yes"                     | 4:13    |  |
| 12. | "Team Mate"                         | 3:24    |  |

| Deluxe Edition Bonus Disc |                                                                       |         |  |
| N.º                       | Título                                                                | Duração |  |
| 1.                        | "I Heard It Through the Grapevine" (Norman Whitfield, Barrett Strong) | 4:59    |  |
| 2.                        | "Hard Times Send Me" (ao vivo)                                        | 2:47    |  |
| 3.                        | "Modern Way" (ao vivo)                                                | 3:55    |  |
| 4.                        | "I Predict a Riot" (ao vivo)                                          | 4:01    |  |
| 5.                        | "Time Honoured Tradition"                                             | 3:13    |  |
| 6.                        | "Na Na Na Na Naa" (ao vivo)                                           | 3:09    |  |
| 7.                        | "Oh My God" (ao vivo)                                                 | 3:40    |  |

## Créditos
- Ricky Wilson – Vocal
- Andrew White – Guitarra
- Simon Rix – Baixo
- Nick Baines – Teclados
- Nick Hodgson – Bateria